# Forgotten Tomb
Forgotten Tomb ist eine italienische Black-Doom-/Dark-Metal-Band aus Piacenza mit Verbindungen zur rechtsextremen National-Socialist-Black-Metal-Szene.

## Bandgeschichte
Gegründet wurde Forgotten Tomb als Black-Metal-Projekt im Jahr 1999 von Herr Morbid (Gesang, E-Gitarre) in Zusammenarbeit mit Torment (E-Bass), der die Band jedoch sehr bald verließ. Die Debüt-EP Obscura Arcana Mortis wurde 1999 von Herr Morbid alleine produziert und ein Jahr später von Treblinka Records mit einer Auflage von 215 Stück veröffentlicht. Das erste Album Songs to Leave wurde auf dem schwedischen Label Selbstmord Services veröffentlicht. Für die Aufnahmen des nächsten Albums ersetzte Then Wedebrand, der ehemalige Schlagzeuger von Shining, den Drumcomputer. Springtime Depression wurde nach der Trennung von Selbstmord Services auf dem französischen Label Adipocere Records veröffentlicht. Aufgrund des großen Erfolgs der beiden letzten Alben begann Herr Morbid, Musiker für Live-Performances zu suchen, unter anderem einen Ersatz für Then Wedebrand, der die Band direkt nach den Aufnahmen für Springtime Depression verließ. Mit dieser neuen Besetzung spielte er auch die beiden Alben Love’s Burial Ground und Negative Megalomania ein.

## Stil
Selbstmord Services vergleicht die Musik mit Frühwerken von Katatonia und Shining, womit das musikalische Konzept der Band relativ weitgefasst sei. Die Gruppe bezeichnet ihren Stil selbst als „Depressive and Manipulating Dark Metal“, wobei sie viele musikstilistische Black-Doom-Elemente übernahmen. Auffällig ist auf den späteren Alben das niedrige Tempo der Stücke, das nur für kurze Momente der Aggression auf black-metal-typisches Niveau steigt. Gleichermaßen nimmt die Bedeutung der Elektronik im Laufe der Bandgeschichte deutlich zu.
Die Texte der Band handeln hauptsächlich von Suizid und Depression, wodurch die Gruppe auch dem Depressive Black Metal zugerechnet wird. Auf der ersten EP finden sich ferner misanthropische Texte. Herr Morbid sieht sich selbst inspiriert von Katatonia und Burzum und bezeichnet sich als „a completely depressed, paranoid and suicide-fixated person“ (dt.: ‚eine komplett depressive, paranoide und suizid-fixierte Person‘). Als weitere wichtige Inspiration sieht Herr Morbid Black Sabbath.

„Jede Metal-Band, die sagt, sie wäre nicht von Black Sabbath beeinflusst, sollte ihre eigene Scheiße fressen und sich selbst töten! Klar, bei manchen Bands hört man den Einfluss etwas mehr heraus als bei anderen, aber im Grunde ist jede Band von Black Sabbath beeinflusst! Abgesehen davon fließt auch viel Old-School-Punk und Post-Punk sowie Dark Wave aus den Achtzigern mit ein.“

Auf dem Album Negative Megalomania wird ein Gothic-Rock-Einfluss deutlich. Der Gesamtklang ist deutlich offener und rockiger, der gutturale Gesang wird durch klaren Gesang ergänzt. Das Album enthält nur noch fünf Stücke, von denen vier eine Spieldauer über zehn Minuten haben.

## Kritik
Unter anderem Christian Dornbusch und Hans Peter Killguss kritisierten in ihrem Buch Unheilige Allianzen eine homophobe und antisemitische Äußerung Herr Morbids, so bezeichnete er aufgrund des Handels von Forgotten-Tomb-LPs auf der Auktionsplattform eBay diese als „eGay“ und „verdammtes jüdisches Geschäft“. Derartige Aussagen, der Auftritt Forgotten Tombs als Vorband für Absurd bei einem Konzert im Dezember 2005 in Mailand, sowie das Mitwirken von Herr Morbid und Razor SK bei einer italienischen Rechtsrock-Band sorgten für einen Boykott durch das Magazin Legacy. Zudem spielt Forgotten Tombs Bassist Algol mit Kaiser W. von Ad Hominem, Basilisk von Eternity und IIl Colonnello von Frangar beim multinationalen Projekt Dead?. Im Jahr 2013 sollte Forgotten Tomb auf einem NSBM-Festival in Brandenburg auftreten; das Festival wurde aber abgesagt.

## Diskografie
- 2000: Obscura arcana mortis (Demo-EP)
- 2002: Songs to Leave (Wiederveröffentlichung 2005)
- 2003: Springtime Depression
- 2004: Love’s Burial Ground
- 2004: Moerklagt sti auf Gathered Under the Banner of Strength and Anger: A Homage to Ildjarn
- 2007: Negative Megalomania
- 2011: Under Saturn Retrograde
- 2012: …and Don’t Deliver Us from Evil
- 2015: Hurt Yourself and the Ones You Love
- 2017: We Owe You Nothing